# Copris costaricensis
Copris costaricensis là một loài bọ cánh cứng trong họ Bọ hung (Scarabaeidae).